# Национальный театр (Будапешт)
Национальный театр — главный драматический театр Будапешта, основан в 1837 году. За время существования труппа театра сменила несколько зданий. Новое здание Национального театра было открыто в Ференцвароше в 2002 году. Адрес здания — парк Гизи Байора, 1.

## История
Главным инициатором создания Национального театра был граф Иштван Сеченьи. Решение об организации театра было принято на заседании венгерского парламента в 1836 году. 22 августа 1837 года театр был открыт в специально построенном для него здании на улице Керепеши. Первоначально носил название «Пештский венгерский театр» (Pesti Magyar Színház), в 1840 году сменил имя на «Национальный театр». Первым директором театра стал известный писатель и критик Йожеф Байза, позднее театр возглавляли Эде Сиглинети и Эде Паулей. Репертуар театра первоначально составляли как постановки венгерских и мировых драматургов, так и оперные представления. После открытия в 1884 году Оперы Будапешта Национальный театр сосредоточился на драматических спектаклях.
В 1908 году была начата реконструкция здания театра, которая из-за Первой мировой войны так и не была завершена, здание впоследствии было снесено. Труппа переехала в здание Народного театра на площади Луизы Блахи, где выступала вплоть до середины 60-х годов XX века. В 1965 году обветшавшее здание театра было снесено в связи со строительством линии Будапештского метрополитена. Труппа Национального театра два года выступала в Театре Петёфи, затем ей было отдано здание бывшего Венгерского театра на площади Шандора Хевеши.
Начиная с этого времени периодически ставился вопрос о строительстве нового здания для театра. Предпринималось несколько попыток создать проект и выбрать место для театра, однако процесс постоянно затягивался из-за сложностей с выбором места, недостатком финансирования и противоречиям в оргкомитете и властных структурах. Только в 2000 году был утверждён проект нового здания и выделено место в Ференцвароше рядом с набережной Дуная севернее моста Ракоци. Новое здание театра было торжественно открыто 15 марта 2002 года.

## Здание
Строительство нового здания стартовало 14 сентября 2000 года на основе проекта архитектора Мариа Шиклоша и заняло около 15 месяцев. Репетиции актёров в новом здании начались 2 января 2002 года, официальное открытие состоялось 15 марта 2002 года. Оригинально решён главный фасад театра — площадь перед главным входом театра имеет вид носовой части корабля, окружённой искусственным прудом.
Площадь театра вместе со сценой на открытом воздухе составляет 20 844 м² и состоит из трёх частей: главного зала с главной сценой, U-образной технической зоны вокруг главной сцены и парка вокруг здания театра, где кроме открытой сцены расположены скульптурные композиции на театральную тематику. В 2005 году неподалёку от театра был открыт Дворец искусств.
Главный зал вмещает 619 зрителей, сцена главного зала имеет размеры 24х17,9 метров и высоту 28 метров. Видимая зрителями часть сцены — 12х7 метров.